# Johann Conrad Raabe
Johann Conrad Raabe (* 1. Juli 1828 in Rennertehausen (Gemeinde Allendorf (Eder)); † 15. Mai 1905 ebenda) war ein deutscher Bürgermeister und Mitglied des Provinziallandtages der Provinz Hessen-Nassau.

## Leben
Johann Conrad Raabe wurde als Sohn des Bürgermeisters Johann Paul Raabe (1797–1877) und dessen Ehefrau Katharine Elisabeth Henkel (1801–1876) geboren. 
Er übernahm in seiner Heimatgemeinde die elterliche Landwirtschaft und wurde 1862 als Nachfolger seines Vaters Bürgermeister des Ortes. 
Von 1868 an gehörte er dem Kreistag des Kreises Biedenkopf an und war auch Mitglied des Kreisausschusses.
1875 und 1877 war er für Friedrich von Zangen Mitglied des Provinziallandtages der preußischen Provinz Hessen-Nassau bzw. des nassauischen Kommunallandtages des preußischen Regierungsbezirks Wiesbaden.
1881 saß er für Johann Dietrich Wehrenbold im Parlament und wurde 1882 Nachfolger des Abgeordneten Georg Thome. 
Im Kommunallandtag war er bis 1904 als Mitglied des Eingaben-, Finanz-, Wegebau- und Rechnungsprüfungsausschusses tätig.
Sein Mandat im Provinziallandtag endete 1894.